# 正岡律

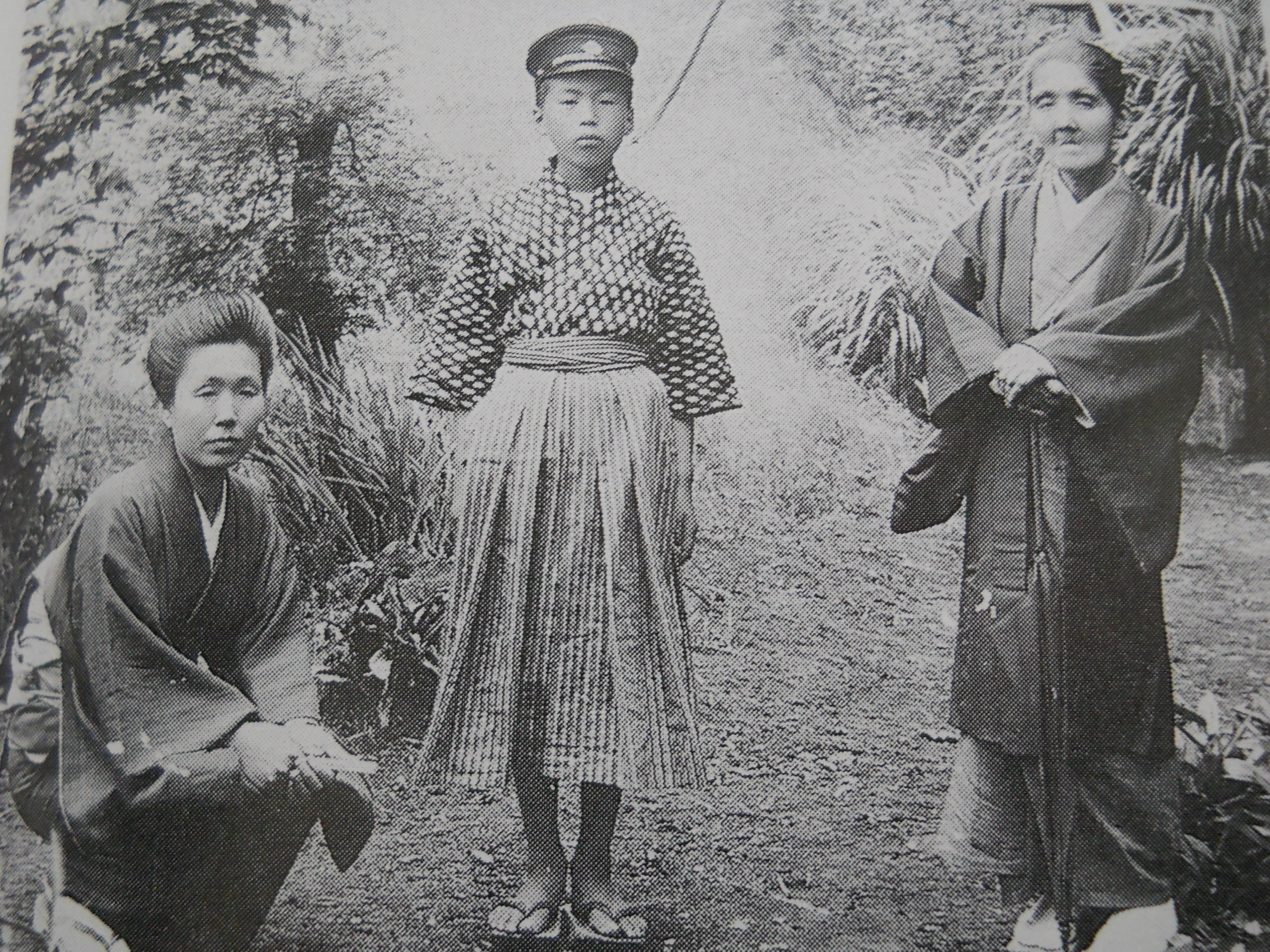
左より律、養子・忠三郎、母・八重。忠三郎が養子となって間もないころの写真。

正岡 律（まさおか りつ、明治3年10月1日〈1870年10月25日〉 - 昭和16年〈1941年〉5月24日）は、財団法人子規庵保存会初代理事長である。愛媛県出身。俳人・正岡子規の妹。

## 略歴
正岡隼太と八重の長女として生まれる。兄は俳人の正岡子規である。幼少時に父が亡くなったため、母が女手一つで子規と律を育てた。
最初は明治18年（1885年）にいとこの陸軍軍人 恒吉忠道と結婚するが同20年（1887年）に離縁、2度目は明治22年（1889年）に旧制松山中学校（現在の愛媛県立松山東高等学校）教師の 中堀貞五郎と結婚するも翌年に離縁。 
明治25年（1893年）11月より看病のため母八重とともに東京の子規のもとで暮らし始める。 
明治35年（1902年）に兄の子規が亡くなると家督を相続し、翌年に共立女子職業学校に入学、卒業後は母校の事務員を経て和裁の教師となる。大正3年（1914年）に母方の叔父・加藤恒忠の三男・忠三郎を正岡家の養子として迎える。
大正10年（1921年）、母の八重の看病のために退職した後、子規庵（昭和27年〈1952年〉に東京都史跡、同35年〈1960年〉に東京都文化財に指定された）で裁縫教室を開き、生計を立て、昭和3年（1928年）に財団法人子規庵保存会初代理事長となった。

## 演じた女優
- 児玉愛里 - 舞台『糸瓜咲て〜正岡子規にまつわる物語』
- 奈良岡朋子 - 舞台『根岸庵律女』
- 佐藤オリエ - 南海放送開局25周年記念ドラマ『わが兄はホトトギス』
- 菅野美穂 - NHKスペシャルドラマ『坂の上の雲』